# 塔林中央圖書館
塔林中央圖書館是一座位於愛沙尼亞首都塔林的圖書館。塔林中央圖書館是愛沙尼亞第一座屬於地方城市的公共圖書館，早期也是愛沙尼亞負責法定送存業務，保存全國圖書出版品的圖書館。 

## 歷史
塔林中央圖書館於1907年10月14日開館，當時名為「塔林市公共圖書館」（Tallinn Town Free Public Library），是愛沙尼亞第一座屬於地方城市的圖書館。它在館長任內（1921年至1950年）積極擴大規模，設立多個分館、部門服務市民。到了1938年至1948年間，該館不只成為愛沙尼亞的法定送存圖書館，甚至有個收藏超過4萬種檔案資料的檔案分館，館藏量在愛沙尼亞的圖書館當中首屈一指。不過，塔林中央圖書館檔案分館在1958年解編，將館藏分散轉移到其它圖書館保存。

## 21世紀
2004年，塔林中央圖書館計畫推動流動圖書館，服務所在區域沒有圖書館的市民；並於2008年正式購入一台圖書車輛，取名為「號」，載有3,800本書籍。圖書車輛的服務對象不限愛沙尼亞人或俄羅斯裔國民，但車上70%的書籍是以愛沙尼亞文出版。
2012年，塔林中央圖書館開辦「ELLU」－當代愛沙尼亞文獻電子書借閱計畫，是唯一提供這項服務的愛沙尼亞圖書館。ELLU系統讓全球讀者都能透過網際網路閱讀當代愛沙尼亞文獻。 2017年，塔林中央圖書館拓展ELLU使用範圍，讓英語、俄羅斯語使用者也能閱讀館方提供的電子書。

## 外部連結
- 官方网站 （愛沙尼亞文）